# ジョン・C・カルフーン (原子力潜水艦)
|           |                                                  |
| 艦歴      |                                                  |
| 発注:     | 1961年7月20日                                    |
| 起工:     | 1962年6月4日                                     |
| 進水:     | 1963年6月22日                                    |
| 就役:     | 1964年9月15日                                    |
| 退役:     | 1994年3月28日                                    |
| 除籍:     | 1994年3月28日                                    |
| その後:   | 原子力艦再利用プログラム                         |
| 性能諸元  |                                                  |
| 排水量:   |                                                  |
| 全長:     | 425 ft (129.5 m)                                 |
| 全幅:     | 33 ft (10.1 m)                                   |
| 吃水:     |                                                  |
| 機関:     | 原子力ギアード・タービン推進 GE S5W原子炉 1基    |
| 最大速:   |                                                  |
| 兵員:     |                                                  |
| 兵装:     | 21インチ魚雷発射管4基 トライデント・ミサイル16発 |
| モットー: | For Peace Ready                                  |

ジョン・C・カルフーン(USS John C. Calhoun, SSBN-630)は、アメリカ海軍のジェームズ・マディソン級原子力潜水艦の4番艦。艦名は第7代アメリカ合衆国副大統領ジョン・C・カルフーンに因んで命名された。

## 艦歴
ジョン・C・カルフーンの建造は1961年7月20日にバージニア州ニューポート・ニューズのニューポート・ニューズ造船所に発注され、1962年6月4日に起工した。1963年6月22日にロザリー・J・カルフーンによって命名、進水し、1964年9月15日にブルー班のディーン・L・アクジーン艦長およびゴールド班のフランク・A・サーテル艦長の指揮下就役する。
整調及び訓練を大西洋岸沿いに行った後、ジョン・C・カルフーンは作戦哨戒を1965年3月22日に開始する。
ジョン・C・カルフーンはトライデント・ミサイルを運用するための改修が行われた。
ジョン・C・カルフーンは1994年3月28日に退役し、同日除籍された。その後ワシントン州ブレマートンで原子力艦再利用プログラムの下1994年11月18日に解体された。